# Coccoloba ruiziana
Coccoloba ruiziana är en slideväxtart som beskrevs av Gustav Lindau. Coccoloba ruiziana ingår i släktet Coccoloba och familjen slideväxter. Inga underarter finns listade i Catalogue of Life.